# Dekanija Trebnje
Dekanija Trebnje je rimskokatoliška dekanija Škofije Novo mesto, katere sedež je v Trebnju. Do 7. aprila 2006 je bila dekanija del Nadškofije Ljubljana. Dekanijska cerkev je Cerkev Marijinega vnebovzetja, Trebnje.
Dekanijo sestavlja 13 župnij:
- Boštanj
- Čatež - Zaplaz
- Dole pri Litiji
- Mirna
- Mokronog
- Sv. Križ - Gabrovka
- Šentjanž
- Šentlovrenc
- Šentrupert
- Trebelno
- Trebnje
- Tržišče
- Veliki Gaber